# Vinklumpen
Vinklumpen eller Vinklumpens sameviste (sydsamiska: Voekergoebrie el. Voekeregåebrie) är ett sameviste som ligger inom södra delen av Jijnjevaerie sameby, cirka 10 km öster om Valsjöbyn i Hotagens socken, Jämtland.
Vinklumpen har bilväg från vägen mellan Valsjöbyn och Gunnarvattnet och är en av Jijnjevaerie samebys viktigaste platser. Man bor här en stor del av våren och sensommaren. Här sker renskiljning och höstslakt.
I Voekergoebrie finns både moderna stugor och många rester från äldre tiders renskötsel i form av övergivna kåtatomter, gamla torvkåtor, förvaringsbodar, förvaringsgropar och renvallar.